# Saroscykeln

Solförmörkelser som inträffar vid månens nedstigande nod tilldelas jämna sarosserienummer. Första solförmörkelsen i varje serie börjar vid Jordens södra del och nästkommande förmörkelse i samma sarosnummer inträffar allt längre norrut.

Månförmörkelser som inträffar vid månens nedstigande nod tilldelas udda sarosserienummer. Första månförmörkelsen i varje serie börjar vid södra delen av jordskuggan och nästkommande förmörkelse i samma sarosnummer inträffar allt längre norrut i jordskuggan.

Saroscykeln är en ekliptisk periodicitet, som tidigare användes för att beräkna solförmörkelser och månförmörkelser. Cykelns period, som var känd redan av kaldéerna i Babylonien, beror på tre olika periodiciteter hos månens bana och omfattar 18 år 11 dygn 8 timmar.
Saroscykeln är mycket användbar när det gäller att förutsäga tidpunkter, då nära identiska förmörkelser kommer att inträffa. Dess ursprung ligger i att man upptäckte att 223 synodiska månader är ungefär lika med 239 anomalistiska månader och även ungefär lika med 242 drakmånader - en approximation som är god på två timmar när.